# Mesobius antipodum
Mesobius antipodum és una espècie de peix de la família dels macrúrids i de l'ordre dels gadiformes.

## Morfologia
- Els mascles poden assolir 66 cm de llargària total.[4][5]

## Hàbitat
És un peix d'aigües profundes que viu entre 846-1300 m de fondària.

## Distribució geogràfica
Es troba a l'est de l'Índic, el sud d'Austràlia, Nova Zelanda i la costa sud de Sud-àfrica.